# SLC41A3
SLC41A3‏ (Solute carrier family 41 member 3) هوَ بروتين يُشَفر بواسطة جين SLC41A3 في الإنسان.